# ベルガラ
ベルガラ(バスク語: Bergara, スペイン語: Vergara)は、スペイン・バスク自治州・ギプスコア県のムニシピオ（基礎自治体）。コマルカ（郡）としてはアルト・デバの構成自治体のひとつである。正式名称はバスク語のBergara。

## 歴史
1765年には応用科学を発展させてバスク地方の繁栄を得るべく、ペニャフロリダ伯爵がバスク地方友好協会を設立した。バスク地方友好協会はベルガラにあったイエズス会の古い学校に王立バスク愛国セミナリオを設け、1770年代以降の30年間にはバスク地方の若者の社会的・経済的活動に大きな影響を与えた。イエズス会は1767年に会士の追放処分を受け、1773年には解散処分を受けたばかりだった。化学者・鉱物学者のファウスト・デ・エルヤルとフアン・ホセ・デ・エルヤルのエルヤル兄弟はベルガラで神学校の教員を務める傍ら、1783年にタングステン（ウォルフラム）の単離に成功し、後にビスカヤ県で鉄鋼業が発展する礎を作った。1830年代の第一次カルリスタ戦争中にはカルリスタの拠点や裁判所が置かれた。1839年にはカルリスタ側のラファエル・マロトとマドリード政府側のバルドメロ・エスパルテロがベルガラでベルガラ協定を結んで休戦し、カルリスタは事実上の敗北を喫した。

## 交通
ベルガラ、アラサーテ/モンドラゴン、エイバルなどの自治体は、ギプスコア県・アラバ県・ビスカヤ県のバスク3県の県都からほぼ等距離にある。ギプスコア県の県都サン・セバスティアンとアラバ県の県都ビトリア＝ガステイスを結んでいるAP-1号線はベルガラの西部郊外を通っている。ギプスコア県を縦断する2本の道路、AP-1号線とN-1号線を短絡しているのがGI-632号線であり、ベルガラはAP-1号線とGI-632号線が分岐する地点にある。
1899年には、アラサーテ/モンドラゴンやアレチャバレタを経由してビトリア＝ガステイスまで、狭軌路線のバスク＝ナバーラ鉄道が開通した。1927年にはビトリア＝ガステイスからナバーラ州・エステーリャまでの区間が開通し、全長143kmの路線となった。バスク＝ナバーラ鉄道はデバ川の谷を通ってギプスコア/アラバ県境を跨ぎ、現在のAP-1号線と同じルートを通ってビトリア＝ガステイスに至った。ビトリア＝ガステイスからは進路を南東に変えてアラバ盆地を横断し、サンタ・クルス・デ・コンポソとスニガの間でバスク自治州/ナバーラ州境をまたぎ、エガ川の谷に沿って東進してエステーリャに達した。バスク＝ナバーラ鉄道は1967年に廃線となった。

## 政治
| 政党                         | 2011年自治体選挙 | 2011年自治体選挙 | 2007年自治体選挙 | 2007年自治体選挙 |
| 政党                         | 得票率           | 議席数           | 得票率           | 議席数           |
| ビルドゥ                     | 47.23%           | 9                | -                | -                |
| バスク民族主義党 (EAJ-PNV)   | 27.59%           | 5                | 28.13%           | 5                |
| アララール                   | 9.79%            | 2                | 15.05%           | 3                |
| バスク社会党 (PSE-EE)        | 8.21%            | 1                | 9.75%            | 2                |
| バスク統一左翼 (EB-B)        | 1.99 %           | 0                | 3.9%             | 0                |
| バスク民族主義行動 (EAE-ANV) | -                | -                | 31.15%           | 6                |
| バスク連帯 (EA)              | -                | -                | 7.78%            | 1                |

## 出身人物
- アグスティン・アランサバル – サッカー選手。スペイン代表。

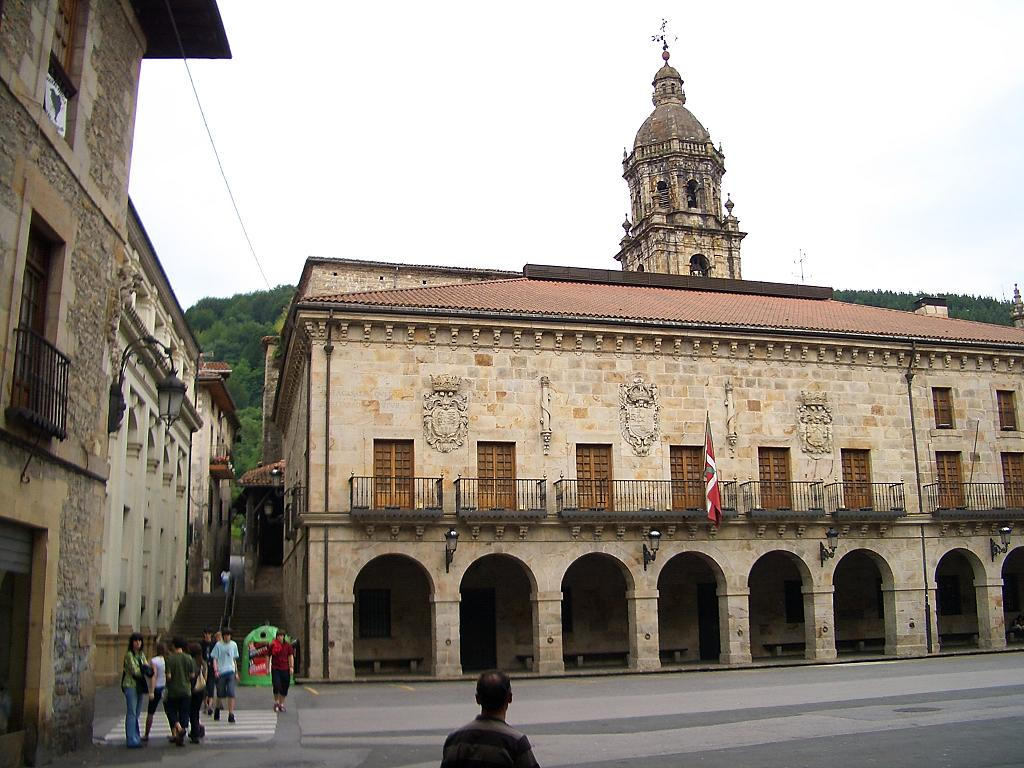
市庁舎前広場
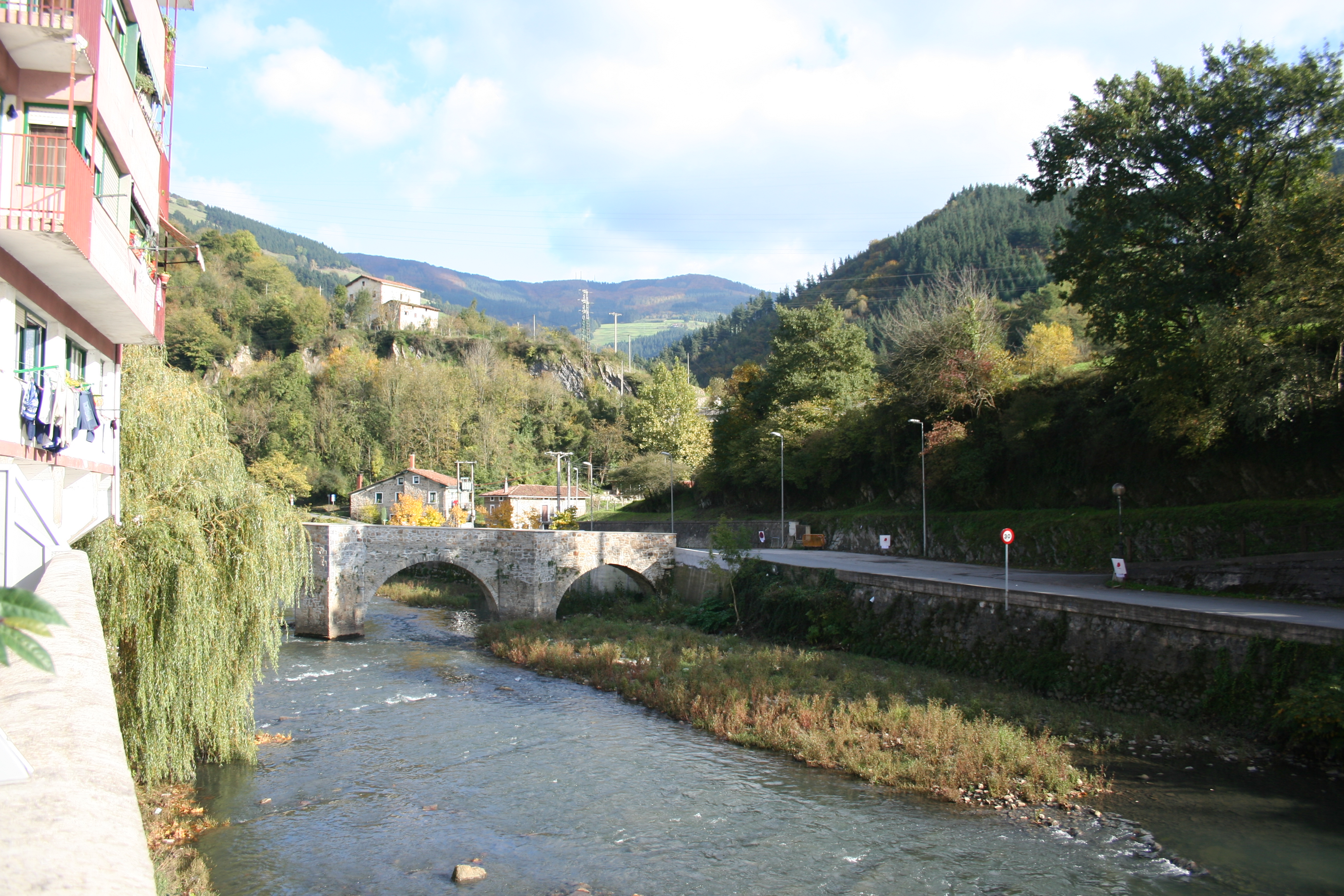
ベルガラを流れる川
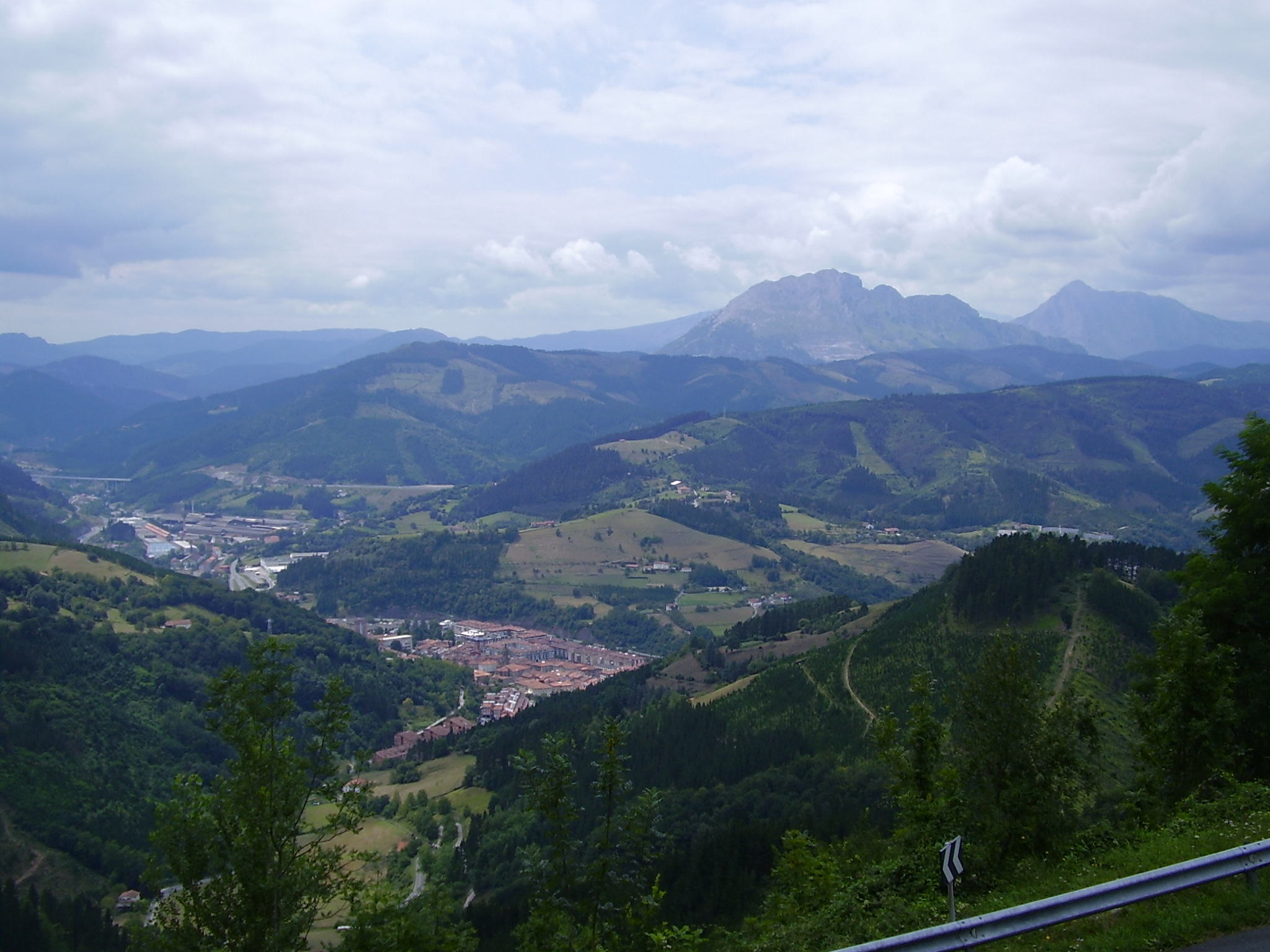
ベルガラの遠景

## 公式サイト
- 公式サイト （スペイン語） （バスク語）